# Andrena murietae
Andrena murietae är en biart som beskrevs av Ribble 1968. Andrena murietae ingår i släktet sandbin, och familjen grävbin. Inga underarter finns listade i Catalogue of Life.